# Готов к труду и обороне (студенческие игры)
«Готов к труду и обороне» (ГТО) — ежегодное спортивное мероприятие, собирающее студентов московских и подмосковных вузов в спортивном комплексе «Лужники». Игры ГТО ориентированы на участие в них студентов московских вузов, средне-специальных заведений и молодёжных объединений, не имеющих спортивных разрядов и опыта участия в профессиональных соревнованиях.
Организацией игр занимается Студенческая община при поддержке департамента семейной и молодёжной политики Москвы и префектуры Центрального административного округа Москвы.
По словам организаторов, цель игр — возрождение студенческих традиций товарищества и командного духа,
пропаганда здорового образа жизни, организация активного досуга студентов, развитие общей физической культуры в студенческой среде, налаживание и укрепление межвузовских связей, возрождение студенческих традиций товарищества и командного духа и содействие творческой самореализации молодёжи.
Первые игры были проведены в 2005 году в московском парке «Марьино» и собрали представителей 15 вузов. С 2006 года игры получили поддержку со стороны правительства Москвы и были перемещены в спортивный комплекс «Лужники», где в 2006 и 2007 годах были проведены в «Детском городке».
В 2006 и 2007 годах параллельно со спортивными соревнованиями на специально организованных площадках выступали молодёжные музыкальные коллективы Москвы.

## Виды состязаний, представленные на играх
Виды, входившие в зачёт игр:
- кросс;
- перетягивание каната;
- дартс;
- исторический тест;
- волейбол/бич-волей;
- стритбол;
- стритсоккер;
- армрестлинг;
- интеллектуальная игра «Что? Где? Когда?»;
- компьютерная игра Counter-Strike;
- картинг;
- эстафета/преодоление полосы препятствий;
- плавание;
- гребля;
- стрельба из арбалета.

В качестве дополнительных состязаний проводили:
- велотриал;
- альпинизм;
- стрельба из лука;
- бег на короткие дистанции (100, 200 м).

## I Игры «Готов к труду и обороне. На старт!»
Первые летние студенческие игры «Готов к труду и обороне. На старт!» открыли в субботу 9 июля 2005 года в парке «850-летия Москвы» в московском районе «Марьино».
«Мы надеемся, что этот праздник станет традиционным и каждое лето мы будем проводить здесь эти игры», — сказал глава управы района «Марьино» Николай Лобанов, выступая перед участниками соревнований.
В финальном этапе приняли участие команды из 15 столичных вузов. В течение двух дней они состязались по ряду дисциплин, которые подбирали с таким расчётом, чтобы удивить зрителя и участника. Где ещё можно увидеть студентов-любителей, стреляющих из лука, гоняющих на картинге или соревнующихся в гребле? Вместе с тем, были предложены и общедоступные виды спорта: бич-волей, плавание, командная эстафета по преодолению полосы препятствий, стритбол. Комплекс дисциплин венчался историческим тестом, который был ориентирован на знания в области истории Великой Отечественной войны.
Тренировки к играм начали 17 июня, и в течение месяца проводили в парке имени 850-летия Москвы, на гребном канале и в бассейнах, подчинённых Москомспорту.
«Идея возродить игры ГТО принадлежит студентам московских вузов, прежде всего, Бауманского университета», — рассказал Лобанов. — «Примерно месяц назад ребята обратились ко мне с этой идеей, и мы эту идею поддержали и намерены её развивать», — сказал он.

### Виды состязаний, призёры и победители Игр
| № | Вид состязаний                             | 1 место | 2 место | 3 место |
| 1 | Исторический тест                          | ИСБТИСУ | МЭСИ    | УРАО    |
| 2 | кросс                                      | МГИУ    | МГУИЭ   | МИТХТ   |
| 3 | бич-волей                                  | РХТУ    | МИИТ    | МГУИЭ   |
| 4 | Плавание                                   | МГИУ    | МГУИЭ   | РХТУ    |
| 5 | Гребля                                     | МГИУ    | РХТУ    | МИТХТ   |
| 6 | стрельба из арбалета                       | МГУИЭ   | МГИУ    | РХТУ    |
| 7 | Эстафета по преодолению полосы препятствий | МГУИЭ   | РГСУ    | МГИУ    |
| 8 | картинг                                    | МГИУ    | МЭСИ    | МГУИЭ   |

### Вузы, ставшие победителями и призёрами Игр
| № | вуз     | 1 место | 2 место | 3 место | Всего |
| 1 | МГИУ    | 4       | 1       | 1       | 6     |
| 2 | МГУИЭ   | 2       | 2       | 2       | 6     |
| 3 | РХТУ    | 1       | 1       | 2       | 4     |
| 4 | ИСБТИСУ | 1       | 0       | 0       | 1     |
| 5 | МЭСИ    | 0       | 2       | 0       | 2     |
| 6 | РГСУ    | 0       | 1       | 0       | 1     |
| 7 | МИИТ    | 0       | 1       | 0       | 1     |
| 8 | МИТХТ   | 0       | 0       | 2       | 2     |
| 9 | УРАО    | 0       | 0       | 1       | 1     |

## II Игры «Готов к труду и обороне. На старт!»
23 сентября 2006 года состоялись II студенческие игры «Готов к труду и обороне!». В 2006 году «ГТО» получили поддержку префектуры ЦАО Москвы, департамента семейной и молодёжной политики Москвы, РООСПМ «Студенческая Община». Это позволило провести игры в СК «Лужники», и вследствие этого Игры получили значительно больший резонанс в студенческой среде, привлекли больше внимания в СМИ.
II игры «ГТО» были посвящены юбилею 65-летия Битвы под Москвой Великой Отечественной войны. Этот факт нашёл своё отражение в специфике некоторых видов состязаний. В частности, исторический тест был посвящён истории Великой Отечественной войны (в особенности периоду с декабря 1941 по январь 1942), также этому событию была посвящена игра «Что? Где? Когда?».
Кроме того, параллельно с состязаниями проходили выступления лучших молодёжных музыкальных коллективов Москвы. Перед участниками и болельщиками выступили прошлые и будущие лауреаты «Фестоса» — молодёжные группы «Радиозебра», Red Bananas, «ИNОГДА», а венчала концертную программу группа «Х-миссия». Каждый коллектив играл в течение примерно 30-и минут, разнообразив содержание Игр «ГТО» песнями в различных музыкальных стилях.
Также в концерте участвовали группы поддержки из РГУНГ и танцевальный коллектив «Ренессанс».
В торжественном открытии II игр «ГТО» приняли участие Владимир Алёшин (генеральный директор ОАО СК «Лужники»), префект ЦАО Москвы Сергей Байдаков, трёхкратная олимпийская чемпионка Ольга Брусникина, руководитель департамента семейной и молодёжной политики Москвы Людмила Гусева, начальник управления физической культуры и спорта ЦАО Москвы Михаил Бурдаков, лидер «Студенческой общины» Василий Овчинников.

### Виды состязаний, представленные на II играх «ГТО»
| №  | Вид состязаний                             | 1 место          | 2 место | 3 место          |
| 1  | Исторический тест                          | МАТГР            | МГУУ ПМ | МГПУ             |
| 2  | Кросс                                      | МИИТ             | КГПИ    | МГУУ ПМ          |
| 3  | Волейбол                                   | МГТУ им. Баумана | РГУНГ   | ГУЗ              |
| 4  | Дартс                                      | МГПУ             | РТА     | МГТУ им. Баумана |
| 5  | Армрестлинг                                | МИИТ             | МГПУ    | КГПИ             |
| 6  | Перетягивание каната                       | МГУУ ПМ          | МГПУ    | РТА              |
| 7  | Эстафета по преодолению полосы препятствий | МГУУ ПМ          | РХТУ    | МГУС             |
| 8  | Стритбол                                   | МГАВТ            | -       | -                |
| 9  | Стритсоккер                                | РТА              | КГПИ    | МГК              |
| 10 | Counter-Strike                             | РГУНГ            | МФЮА    | МГТУ им. Баумана |
| 11 | «Что? Где? Когда?»                         | МГЛУ             | РГСУ    | МГУУ ПМ          |

- По сравнению с I студенческими играми ГТО в программе игр добавились «Что? Где? Когда?», эстафета, стрит-соккер, арм-рестлинг, перетягивание каната и дартс.
- Исчезли из программы стрельба, автогонки, плавание и гребля.
- Видоизменился волейбол. Из бич-волея он стал привычным волейболом.

В качестве дополнительных состязаний проводились:
- бег на короткие дистанции (100, 200 м).
- Чирлидинг.
- Показательные выступления по оказанию первой помощи.

Всего в Играх приняли участие более 2000 студентов из 40 вузов.

### Вузы, ставшие победителями и призёрами II Игр
| №  | вуз              | 1 место | 2 место | 3 место | Всего |
| 1  | МГПУ             | 2       | 2       | 1       | 5     |
| 2  | МГУУ ПМ          | 2       | 1       | 2       | 5     |
| 3  | МИИТ             | 2       | 0       | 0       | 2     |
| 4  | РТА              | 1       | 1       | 1       | 3     |
| 5  | РГУНГ            | 1       | 1       | 0       | 2     |
| 6  | МГТУ им. Баумана | 1       | 0       | 2       | 3     |
| 7  | МГАВТ            | 1       | 0       | 0       | 1     |
| 8  | МАТГР            | 1       | 0       | 0       | 1     |
| 9  | КГПИ             | 0       | 2       | 1       | 3     |
| 10 | РГСУ             | 0       | 1       | 0       | 1     |
| =  | МФЮА             | 0       | 1       | 0       | 1     |
| =  | РХТУ             | 0       | 1       | 0       | 1     |
| 13 | ГУЗ              | 0       | 0       | 1       | 1     |
| =  | МГК              | 0       | 0       | 1       | 1     |
| =  | МГУС             | 0       | 0       | 1       | 1     |

Состязательная часть прошла очень интересно, сразу три вуза одержали по две победы в конкурсных соревнованиях. Два вуза (МГПУ и МГУУ ПМ) завоевали по 5 зачётных наград. Первое неофициальное командное место можно присудить команде МГПУ, завоевавшей помимо двух первых мест, два вторых и одно третье.
Стоит отметить победы в «нетрадиционных спортивных видах» — РГУНиГ в Counter-Strike и МГЛУ — в «Что? Где? Когда?». В «Что? Где? Когда?» команда из МГЛУ опередила соперников из РГСУ лишь на третьем дополнительном вопросе, при этом жюри приняло спорное решение, не засчитав ответ РГСУ на этот вопрос.

### Судьи на II играх «ГТО»
Стоит отметить, что впервые на играх «ГТО» судьями выступили профессиональные рефери: судья всесоюзной категории по лёгкой атлетике Сергей Сергеевич Сахранский, футбольный судья республиканской категории Юрий Александрович Крайнов, волейбольный судья республиканской категории Виктор Васильевич Бекетов, перетягивание каната судил арбитр республиканской категории Владимир Васильевич Солодков, главным судьёй арм-рестлинга стал вице-президент федерации арм-спорта России Ахмеджан Ибрагимович Рахматов, дартс судила арбитр республиканской категории Клавдия Николаевна Павлова, жюри в соревнованиях по «Что? Где? Когда?» составили чемпион мира Александр Либер и знатоки из команды «Дельта Фи» Алла Слепакова и Андрей Богомолов.

## III Игры «Готов к труду и обороне»
22 сентября 2007 года состоялись III студенческие игры «Готов к труду и обороне!». По уже сложившейся традиции спортсменов и болельщиков принял «Детский городок» в СК «Лужники».
На этот раз Игры были посвящены 860-летию Москвы, и проводились в поддержку заявку города на проведение I Летних Олимпийских Юношеских Игр 2010 года. Соответственно, данную тематику выдерживали интеллектуальные конкурсы Игр (тест и «Что? Где? Когда?»).
Учитывая эту специфику, возраст участников был тот же, что и у будущих юных олимпийцев, в состязаниях принимали участие, в основном, первокурсники. Задача была в том, чтобы юные спортсмены могли соревноваться не только в олимпийских видах спорта, где с ранних лет присутствуют все элементы профессионализма, но и в других видах, не находящихся под эгидой МОК, чтобы молодёжь могла раскрывать свой потенциал в тех занятиях, которые интересны ей самой на неформальном уровне.
В качестве музыкального сопровождения был приглашён молодой певец Султан, чьё выступление, тем не менее, значительно уступало прошлогодним рок-коллективам. Стоит отметить, что на этот раз музыкальная часть шла не параллельно с основными соревнованиями, а после них, в связи с чем она пользовалась значительно меньшим успехом.
После музыкального выступления были проведены церемонии награждения особо отличившихся спортсменов немного видоизменёнными значками «ГТО», а также лотерея.
В торжественном открытии III игр «ГТО» вновь приняли участие Владимир Алёшин (генеральный директор ОАО СК «Лужники»), префект ЦАО Москвы Сергей Байдаков, трёхкратная олимпийская чемпионка Ольга Брусникина, руководитель департамента семейной и молодёжной политики Москвы Людмила Гусева, начальник управления физической культуры и спорта ЦАО Москвы Михаил Бурдаков, лидер «Студенческой общины» Василий Овчинников.

### Виды состязаний, представленные на III играх «ГТО»
| №  | Вид состязаний       | 1 место | 2 место          | 3 место |
| 1  | Исторический тест    | МГУУ ПМ | РГГУ             | МИФИ    |
| 2  | Бег                  | РГГУ    | МГУУ ПМ          | МГУПБ   |
| 3  | Волейбол             | РГГУ    | МГТУ им. Баумана | МГГУ    |
| 4  | Армрестлинг          | -       | -                | -       |
| 5  | Перетягивание каната | МГУУ ПМ | МГПУ             | МГУИЭ   |
| 6  | Стритбол             | РГГУ    | МГТУ им. Баумана | ММА     |
| 7  | Стритсоккер          | МИИТ    | МГМСУ            | МГК     |
| 8  | Counter-Strike       | МФЮА    | РГУНГ            | МАДИ    |
| 9  | Дартс                | -       | -                | -       |
| 10 | «Что? Где? Когда?»   | РГСУ    | РГГУ             | МГУУ ПМ |

- Соревновательная программа практически сохранилась с прошлого года. Небольшие изменения коснулись соревнований по дартс, которые были проведены вне конкурсной программы, а также по Counter-Strike, которые были вынесены за рамки уик-енда и были проведены двумя днями ранее, 20 сентября в клубе 4GAME.
- В качестве дополнительных состязаний проводились некоторые соревнования по лёгкой атлетике.

Всего в финальных играх приняли участие более 2000 студентов из 35-и вузов.

### Вузы, ставшие победителями и призёрами III Игр
| №  | вуз              | 1 место | 2 место | 3 место | Всего |
| 1  | РГГУ             | 3       | 2       | 0       | 5     |
| 2  | МГУУ ПМ          | 2       | 1       | 1       | 4     |
| 3  | МФЮА             | 1       | 0       | 1       | 2     |
| =  | РГСУ             | 1       | 0       | 1       | 2     |
| 5  | МГППУ            | 1       | 0       | 0       | 1     |
| =  | МИИТ             | 1       | 0       | 0       | 1     |
| 7  | МГТУ им. Баумана | 0       | 2       | 0       | 2     |
| 8  | МГУИЭ            | 0       | 1       | 0       | 1     |
| =  | МГМСУ            | 0       | 1       | 0       | 1     |
| =  | РГУНГ            | 0       | 1       | 0       | 1     |
| 11 | МГГУ             | 0       | 0       | 1       | 1     |
| =  | МГУПБ            | 0       | 0       | 1       | 1     |
| =  | МИФИ             | 0       | 0       | 1       | 1     |
| =  | ММА              | 0       | 0       | 1       | 1     |
| =  | МАДИ             | 0       | 0       | 1       | 1     |

Состязательная часть прошла под знаком доминирования студентов РГГУ, которые в конкурсной программе выиграли 3 вида и в двух были вторыми, плюс выиграли несколько дополнительных стартов, при этом первенствовали в трёх беговых стартах (которые учитывались в рамках общего командного легкоатлетического зачёта).
Стоит отметить победы в «нетрадиционных спортивных видах» прошлогодних «серебряных» призёров: МФЮА — в компьютерной игре Counter-Strike, и РГСУ — в «Что? Где? Когда?».

## Места проведения Игр «ГТО»
- 2005 — парк «Марьино»;
- 2006 — СК «Лужники», Детский городок;
- 2007 — СК «Лужники», Детский городок.

## Публикации по теме
- "РОЛ". Возрождение студенческого спорта: первые межвузовские Игры «Готов к труду и обороне. На старт!»
- Газета.ру. Московские власти и вузы возрождают ГТО.